# Molophilus (Molophilus) scutellatus
Molophilus (Molophilus) scutellatus is een tweevleugelige uit de familie steltmuggen (Limoniidae). De soort komt voor in het Palearctisch gebied.